# Virtualität
Virtualität ist die Eigenschaft einer Sache, nicht in der Form zu existieren, in der sie zu existieren scheint, aber in ihrem Wesen oder ihrer Wirkung einer in dieser Form existierenden Sache zu gleichen. Virtualität bezeichnet also eine gedachte Entität, die in ihrer Funktionalität oder Wirkung vorhanden ist. 
Das Wort führt über den französischen Begriff virtuel (fähig zu wirken, möglich) zurück auf das lateinische Wort virtus (Tugend, Tapferkeit, Tüchtigkeit, Kraft, Männlichkeit).
Virtualität spielt im modernen Verständnis auch auf die Sphäre der Möglichkeit an, wenn man einige Bedeutungen des Adjektivs virtuell zugrunde legt, wie „entsprechend seiner Anlage als Möglichkeit vorhanden“ und „die Möglichkeit zu etwas in sich begreifend“.

## Verwendung
Betriebswirtschaft
Virtuelle Organisation
Virtuelles Team
Energiewirtschaft
Virtuelles Kraftwerk
Erziehungsberatung
Virtuelle Beratungsstelle
Informatik
Virtualisierung als ein Verfahren zur Ressourcenteilung
Virtuelle Methoden in der objektorientierten Programmierung werden zur Laufzeit gebunden
Virtuelle Realität (englisch virtual reality; kurz VR)
Virtueller Arbeitsspeicher
Virtuelle IP-Adresse
Virtuelles Laufwerk
Virtual Local Area Network (VLAN)
Virtuelle Maschine
Informationstechnik
Virtuelle Welt
Mathematik
Virtuelle Klasse
Virtuelle Eigenschaft
Ökologie
Virtuelles Wasser
Pädagogik
Virtuelles Klassenzimmer
Philosophie
Virtuelle Ethik
In der Philosophie spielt der Begriff eine besondere Rolle bei Gilles Deleuze, der damit einen Aspekt der Realität bezeichnete, der ideell, aber dennoch real ist.
Physik
Virtuelles Bild
Virtuelle Arbeit
Virtuelles Teilchen
Virtuelle Masse (Elektronik)
Spiel
Virtuelle Spiele
Volkswirtschaft
Virtuelles Gut
Virtuelle Werbung